# Ámiridák

A teljhatalmú kamarás, Ibn Abi Ámir al-Manszúr hadjáratainak térképe

Az Ámiridák (arabul بنو عامر, tudományos átiratban Banū ʿĀmir) egy arab származású muszlim uralkodóház tagjai voltak. A dinasztia alapítója és két fia a Córdobai Kalifátust irányította teljhatalmú kamarásként 976–1008 között; itteni bukásuk vezetett az állam széteséséhez. A káoszban a család meg tudta szerezni a Valencia (Balanszija) feletti uralmat, és 1021–1065, majd 1075–1085 között ők uralták a város körüli részfejedelemséget (táifát). Végül a VI. Alfonz kasztíliai király hódította meg a várost, amit kárpótlásul az országát korábban átadó toledói dzunnúnida fejedelemnek adott át.

## Hatalomszerzés Córdobában
A córdobai omajjád kalifátus élére al-Hakam al-Musztanszir 976-os halálakor egyetlen, kiskorú fia, Hisám al-Muajjad került. Mellette az udvari intrikák győzteseként a kamarás (hádzsib), Muhammad ibn Abi Ámir szerzett teljhatalmat, felvéve az uralkodói al-Manszúr melléknevet. (Ez a kortárs keresztény forrásokban Almanzor változatban maradt fenn.) Ibn Abi Ámir mindenekelőtt hadvezérként írta be a nevét a történelembe: a feljegyzések szerint több mint ötven, esetenként szokatlanul mélyre hatoló hadjáratot vezetett az északi, keresztény királyságok ellen, amelyeket rendre legyőzött és nagy zsákmányt szerzett – igaz, hódításra ezúttal sem került sor. A katonaság felett korlátlan hatalommal bíró kamarás negyedszázados uralma alatt a birodalom határain belül béke honolt, és az észak-afrikai szerzeményeket sem fenyegette veszély. 1002-es halálakor a fia, Abd al-Malik al-Muzaffar örökölte meg a helyét a kalifa mellett, de korán, 1008-ban elhunyt. A kamarási pozíciót a fivére, Abd ar-Rahmán szerezte meg, aki zsarnoki viselkedésével hat hónap alatt elidegenítette magától az alattvalókat, ráadásul önmagát jelöltette ki a háttérbe szorított Hisám kalifával trónörökösnek, tovább szítva az elégedetlenséget. Abd ar-Rahmán egy északi hadjáraton volt távol, amikor Córdobában lázadás tört ki egy magát al-Mahdinak nevező omajjád herceg, a III. Abd ar-Rahmántól származó Muhammad ibn Abd al-Dzsabbár vezetésével. A lázadók elfogták és megölték a csapatai által elhagyott kamarást, majd lemondatták Hisámot. Ezzel megkezdődött az Omajjád-dinasztia és a kalifátus pusztulásával végződő polgárháború-sorozat.

## A valenciai fejedelemség

A valenciai fejedelemség 1037 körül

Miközben hatalmi harcok dúltak Córdobában, a különféle arab és berber hadurak, helytartók sorra függetlenedtek fejedelemségeik, az ún. táifák élén. 1010-11 során az Ámiridák két hajdani kliense, Mubárak és Muzaffar vezetésével függetlenedett, de előbbi halála után társuralkodóját elűzték, és a helyi lakosság a szláv Labíbot választotta fejedelméül, aki a keresztény Barcelonai Grófság védelme alá helyezte magát. Eközben a meggyilkolt kamarás, Abd ar-Rahmán fia, Abd al-Azíz a zaragozai Tudzsíbidák vendégszeretetét élvezte. Támogatásukkal 1021-ben megszerezte Valenciát, felvéve az al-Manszúr uralkodói nevet. Abd al-Azíz jó viszonyt ápolt a keresztény királyságokkal, a hammúdida kalifáktól pedig újabb uralkodói címeket szerzett. Déli szomszédjával, a deniai Mudzsáhid al-Muvaffakkal – aki egyébként szintén az Ámiridák hajdani szabadosa volt – hosszas harcokat vívott a határ mentén, melyek végére 1041-ben tett pontot a békeszerződés. Menedéket adott a Tudzsíbidák egyik száműzött rokonának, majd halála után annak fiát, Maan ibn Muhammadot 1038-ban Almería meghódítására küldte. Ő 1052-es haláláig Abd al-Azíz nevében kormányozta a meghódított tartományt, de utódai felszámolták a névleges függést.
Az alapító békés és nyugalmas uralma 1061-es halálával ért véget. Ekkor a kiskorú fia, Abd al-Malik al-Muzaffar követte, aki mellett a vezír, Abu Bakr ibn Abd al-Azíz irányította régensként a fejedelemséget. 1065-ben I. (Nagy) Ferdinánd, Kasztília és León királya megtámadta Valenciát, súlyos vereséget mért Abd al-Malikra, és majdnem bevette a fővárost. A kétségbeesett uralkodó a toledói dzu n-núnida Jahja l-Mamúnt hívta segítségül, aki megbuktatta és saját országához csatolta Valenciát, melynek élén a vezír maradhatott a helytartó. Jahja halálakor, 1075-ben Valencia függetlenedni tudott Abd al-Malik fivére, Abu Bakr vezetésével. 1085-ben, amikor már Abu Bakr Uszmán nevű fia irányított a várost kádiként, az új toledói uralkodó, Jahja l-Kádir átadta országát szövetségesének, VI. Alfonz kasztíliai királynak, aki cserébe meghódította számára Valenciát; tőle később Rodrigo Díaz de Vivar, a híres El Cid szerezte meg.

## Ámiridák listája

### Córdoba kamarásai
- Muhammad ibn Abi Ámir al-Manszúr (976–1002)
- Abd al-Malik al-Muzaffar (1002–1008)
- Abd ar-Rahmán Ibn Abi Ámir (1008)

### Valencia fejedelmei
- Abd al-Azíz al-Manszúr (1021–1061)
- Abd al-Malik al-Muzaffar (1061–1065)
- Abu Bakr (1075–1085)
- Uszmán (1085)